# Mouloud Moudakkar
Mouloud Moudakkar (ur. 3 lutego 1970 w Meknesie) – marokański piłkarz grający na pozycji pomocnika. W swojej karierze rozegrał 3 mecze w reprezentacji Maroka.

## Kariera klubowa
Swoją karierę piłkarską Moudakkar rozpoczął w klubie Union Sidi Kacem, w którym zadebiutował w 1988 roku. Grał w nim do 1991 roku i wtedy też przeszedł do Ittihadu Tanger. Następnie grał w takich klubach jak: Maghreb Fez (1994-1995), CODM Meknès (1995-1996), katarski Ar-Rajjan SC (1997), turecki Sakaryaspor (1998), emirackie Nadi asz-Szab (1998-2000 i 2001-2002) i Al-Ahli Fujairah (2000-2001), rodzimy Ittihad Khémisset (2002-2003) oraz kuwejcki Al Kuwait Kaifan (2003-2004).

## Kariera reprezentacyjna
W reprezentacji Maroka Moudakkar zadebiutował 28 lipca 1991 w przegranym 0:2 meczu kwalifikacji do Pucharu Narodów Afryki 1992 z Wybrzeżem Kości Słoniowej, rozegranym w Abidżanie. W tym 1992 roku powołano go do kadry na Puchar Narodów Afryki 1992. Na tym turnieju zagrał w dwóch spotkaniach grupowych: z Kamerunem (0:1) i z Zairem (1:1). Od 1991 do 1992 rozegrał w kadrze narodowej 3 mecze.